# Chibchacris meridensis
Chibchacris meridensis är en insektsart som beskrevs av Ronderos 1979. Chibchacris meridensis ingår i släktet Chibchacris och familjen gräshoppor. Inga underarter finns listade i Catalogue of Life.